# Panic! at the Disco
Panic! at the Disco foi uma banda americana de pop rock / pop punk de Las Vegas, Nevada. A banda foi formada em 2004 pelos amigos de infância Ryan Ross, Spencer Smith, Brendon Urie e Brent Wilson. No entanto, ao longo dos anos de 2006, 2009 e 2015, a banda enfrentou divergências criativas e pessoais entre seus membros. Como resultado dessas divergências, quase todos os membros originais da banda se afastaram. Apenas o vocalista Brendon Urie seguiu como o único integrante original da banda, até o seu encerramento oficial, em 2023.
Entre as suas canções mais conhecidas estão "I Write Sins Not Tragedies", prémio de "Vídeo do Ano" no "MTV Video Music Awards 2006",  "Death of a Bachelor", "House of Memories" e "High Hopes".[carece de fontes?]
Em 24 de janeiro de 2023, Brendon anunciou o fim da banda no Instagram oficial, desejando focar na família. Eles encerram as atividades após o último show da turnê Viva Las Vengeance, que ocorreu em 10 de Março de 2023

## História

### Início de carreira
Tudo começou quando Ryan Ross pediu uma guitarra aos pais de presente, enquanto Spencer Smith pedia aos seus pais uma bateria. "Na verdade, naqueles primeiros anos, tudo o que fizemos foram covers do Blink-182", lembra Spencer. Cansados de fazer covers, a banda recrutou Brent Wilson e Brendon Urie para o baixo e guitarra.
Houve mudanças quando aconteceu uma apresentação da banda na escola, a qual Brendon participava. Brendon cantou, e os outros integrantes ouviram sua voz e a acharam brilhante. Convocaram-no então, para ser o vocalista.
Com a última arrumação feita, a recém-nascida Panic! at the Disco começou a praticar na sala de estar da avó de Spencer e a compor as músicas que iriam eventualmente colocá-los no caminho para o álbum "A Fever You Can’t Sweat Out".
Eles colocaram suas músicas no site MySpace e, não muito depois, a banda despertou o interesse de Pete Wentz, baixista da banda Fall Out Boy, que apresentou a banda à Decaydance/Fueled by Ramen, uma gravadora com espaço para novos talentos. "Nós nos achamos com a Decaydance e eles entenderam o que nós queríamos fazer como banda", explica Ryan. "Eles nos deram muita liberdade para fazer o que nos fazia feliz com a nossa música".
Mais tarde, após assinar o contrato, as coisas ficaram sérias e começaram a andar muito rapidamente. Spencer e Brent terminaram a escola por ensino à distância; Brendon tinha aulas durante o dia, praticava durante a noite e passava com muito esforço em seu último ano escolar. Ryan decidiu abandonar a faculdade no fim de seu primeiro ano, causando uma grande discordância com sua família. “Quando contei ao meu pai que queria parar de estudar e escrever músicas, ele não gostou. Foi uma batalha entre eu fazer o que me fazia feliz e o que o fazia a ele feliz”.

### A Fever You Can't Sweat Out
Os quatro amigos então fizeram as malas, saíram de casa e foram para College Park, em Maryland, para gravar o álbum de estréia com o famoso produtor Matt Squire, que já trabalhou com Thrice e The Receiving End Of Siren. Algumas bandas passam toda a sua carreira apenas esperando fazer um álbum tão complexo, coesivo e criativo quanto A Fever You Can’t Sweat Out, mas não o Panic! At The Disco: eles trabalharam para conseguir logo na primeira tentativa.“Nós não queríamos fazer um álbum que tivesse 11 faixas da mesma música”, explica Ryan. Para ter certeza de que isso não aconteceria, a banda teve o conceito de dividir o álbum em duas partes: a primeira sendo futurista, cheia de bateria elétrica e sintetizadores, e a segunda sendo nostálgica, cheia de pianos vaudeville e acordeões. “Eram dois extremos de influências sendo colocados um ao lado do outro: temos a música mais eletrônica no álbum e também temos a mais antiga e fora de moda.” A banda pegou certos ponto de suas maiores – no entanto não visíveis – influências: a estrutura melódica do Third Eye Blind, instrumentação teatral Real e as vívidas e narrativas letras do Counting Crows. “Você não ouviria nosso cd e diria, ‘hmmm, esses caras são influenciados por Fleetwood e Counting Crows’, mas essas são as nossas bandas favoritas”, insiste Spencer.
A banda se tornou grande no PureVolume, ficando continuamente no Top 10 de bandas contratadas, e no MySpace, ficando em primeiro na parada indie; e, quando voltaram a Las Vegas depois de gravar, realizaram uma apresentação na cidade-natal - o que era a primeira ao vivo da banda, e mais de duzentas pessoas apareceram. Os pais do garotos, especialmente os de Ryan, perceberam que a banda era mais que um hobby e viraram fãs de carteirinha da banda.
Em maio de 2006, Brent Wilson saiu da banda. Ele insistiu ter sido expulso da banda sobre a questão do dinheiro ter subido a cabeça dos outros 3 integrantes da banda. Mas a banda anunciou que o motivo da saída de Brent foi por motivos musicais, na qual Spencer Smith afirmou para a imprensa: “Tomamos a decisão baseados na falta de responsabilidade de Brent e o fato de que ele não esta progredindo musicalmente. Brent não escreveu nenhuma parte de baixo no álbum. Brent não gravou uma nota de baixo no álbum. Brendon e Ryan escreveram todas as partes de baixo e Brendon gravou todas as partes de baixo. Tivemos que simplificar algumas das partes de baixo que foram gravadas porque Brent não conseguia tocá-las ao vivo”. Com a saída de Brent Wilson, os integrantes do Panic! resolveram convidar Jon Walker para ser o novo baixista da banda. 
Entretanto, em 6 de julho de 2009, Ryan Ross e Jon Walker anunciaram a saída da banda por meio do site oficial do Panic!. Ross explicou que a separação ocorreu, em grande parte, por divergências criativas entre ele e Brendon, pois, enquanto este queria que a banda continuasse a explorar um som pop mais requintado, aquele - e por consequência, Walker - estava mais interessado em tocar músicas com inspirações do rock antigo.
No dia 10 de julho de 2009, a banda volta a assinar o ponto de exclamação no seu nome. Isso deve-se ao fato de, no mesmo dia, o baterista da banda, Spencer Smith, ter postado no site oficial a demo de uma nova música, chamada Oh Glory, e assinado "Spencer of Panic! At The Disco". No dia 30 de julho de 2009, Spencer confirma, em entrevista a MTV que Ian Crawford e Dallon Weekes substituiriam, respectivamente, Ryan e Jon na turnê com o Blink-182 que começaria em breve. No final de 2009 foi lançada a música "New Perspective", presente na trilha sonora do filme Garota Infernal.
Logo depois da turnê, a banda confirma Dallon Weekes como baixista oficial.

### Vices & VirtueseToo Weird to Live, Too Rare to Die!
O terceiro álbum de estúdio da banda, e primeiro após a saída de Ryan Ross e Jon Walker, foi chamado Vices & Virtues e lançado em 22 de março de 2011, com produção de Brendon Urie, Butch Walker e John Feldmann. Seu primeiro single, "The Ballad of Mona Lisa", foi lançado em 1 de fevereiro do mesmo ano. Um trecho de 30 segundos da canção foi liberado em 17 de janeiro de 2011. No dia 02 de março de 2011, o segundo single, "Ready to Go" foi lançado.
No dia 22 de setembro de 2011, a banda divulga "Mercenary", canção a constar na trilha sonora do aclamado game Batman: Arkham City.
Em 2012, a banda adicionou o baixista de turnê Dallon Weekes oficialmente, tornando a banda um trio.
Em 8 de outubro de 2013, lançou seu disco de estúdio Too Weird To Live, Too Rare To Die, do qual estreou em segundo lugar pela U.S Billboard 200.
Spencer Smith ficou internado em uma clinica de reabilitação após revelar aos seus fãs que tinha problemas com bebidas e remédios, assim se ausentando da banda, então, Dan Pawlovich entrou para substituí-lo ao vivo. Kenneth Harris também foi adicionado como guitarrista. 
Em abril de 2015, Spencer Smith anunciou sua saída da banda, deixando apenas Dallon Weekes e Brendon Urie como membros oficiais.  
Pouco tempo depois, Dallon Weekes foi rebaixado a baixista de turnê, restando Urie como o único membro oficial.  

### Death of a BachelorePray for the Wicked
Em 15 de janeiro de 2016, lançou seu quinto álbum em estúdio Death Of a Bachelor, que estreou em primeiro lugar pela U.S Billboard 200 em 25 de janeiro de 2016, ultrapassando Adele com seu álbum 25 e Justin Bieber com o álbum Purpose. Além disso, o álbum chegou ao Reino Unido entre o Top 5, estreando na 4ª posição. A música Victorious está sendo tocada na BBC Radio 1, uma das maiores estações de rádio.
No dia 15 de dezembro de 2017, a banda lançou seu quarto álbum ao vivo, All My Friends, We're Glorious: Death of a Bachelor Tour Live. O álbum foi lançado numa edição limitada de vinil e para download digital. Em 20 de dezembro, a música natalina "Feels Like Christmas" foi postada no canal oficial da banda no YouTube e liberada para download gratuito. Em 27 de dezembro, o baixista Dallon Weekes anunciou em seu perfil no Instagram que estava deixando a banda, após oito anos.
No dia 19 de março de 2018, em um pequeno show em Cleveland, Ohio, Nicole Row foi anunciada como nova baixista da banda. 3 dias após essa apresentação em Cleveland, a banda lançou 2 novas músicas integrantes do seu novo álbum, Pray for the Wicked, Say Amen (Saturday Night) e Fuck A (Silver Lining).
Em 22 de junho de 2018, a banda lançou o seu sexto álbum de estúdio Pray for the Wicked, que assim como Death of a Bachelor estreou em primeiro lugar na Billboard 200. No mesmo dia, um clipe para Hey Look Ma, I Made It foi lançado
Em 22 de Setembro de 2018, o guitarrista de tour da banda, Kenneth Harris saiu da banda após ser acusado de ter assediado sexualmente menores de idade. Foi substituído durante a tour do álbum Pray For The Wicked por Mike Naran .

### Viva Las Vengeancee fim do projeto (2022–2023)
No dia 24 de janeiro de 2023 o líder do Panic! at the Disco, Brendon Urie, anunciou o fim da banda. A informação foi confirmada em um texto nas redes sociais.
O cantor e multi-instrumentista declarou ter tomado essa decisão para poder dar mais atenção à família. Ele e sua esposa, Sarah Orzechowski, estavam esperando um filho – o primeiro do casal. Desta forma, a turnê Viva Las Vengeance, no Reino Unido e Europa em Março, marcará a despedida dela dos palcos.
No dia 10 de Março de 2023, após o último show da Viva Las Vengeance Tour em Manchester, na Inglaterra, a banda encerrou suas atividades oficialmente.

## Prêmios
| Ano  | Prêmio                                     | Categoria                                | Indicados                                                            | Resultado | Notas  |
| ---- | ------------------------------------------ | ---------------------------------------- | -------------------------------------------------------------------- | --------- | ------ |
| 2006 | MTV Video Music Awards                     | Vídeo do Ano                             | I Write Sins Not Tragedies                                           | Venceu    | [ 12 ] |
| 2006 | MTV Video Music Awards                     | Melhor Vídeo de Grupo                    | I Write Sins Not Tragedies                                           | Indicado  | [ 12 ] |
| 2006 | MTV Video Music Awards                     | Melhor Vídeo de Rock                     | I Write Sins Not Tragedies                                           | Indicado  | [ 12 ] |
| 2006 | MTV Video Music Awards                     | Melhor Vídeo de Artista Revelação        | I Write Sins Not Tragedies                                           | Indicado  | [ 12 ] |
| 2006 | MTV Video Music Awards                     | Melhor Direção de Arte                   | I Write Sins Not Tragedies                                           | Indicado  | [ 12 ] |
| 2006 | Kerrang! Awards                            | Melhor Revelação Internacional           | Panic! At The Disco                                                  | Indicado  | [ 12 ] |
| 2006 | mtvU Woodie Awards                         | Artista do Ano                           | Panic! At The Disco                                                  | Indicado  | [ 12 ] |
| 2006 | MuchMusic Video Awards                     | Melhor Grupo Internacional               | Panic! At The Disco                                                  | Indicado  | [ 12 ] |
| 2006 | TMF Awards Belgium                         | Melhor Alternativo Internacional         | Panic! At The Disco                                                  | Venceu    | [ 12 ] |
| 2006 | TMF Awards Belgium                         | Melhor Vídeo Internacional               | I Write Sins Not Tragedies                                           | Venceu    | [ 12 ] |
| 2006 | TMF Awards Netherlands                     | Melhor Vídeo Internacional               | I Write Sins Not Tragedies                                           | Venceu    | [ 12 ] |
| 2007 | International Dance Music Awards           | Melhor Grupo Revelação                   | Panic! At The Disco                                                  | Indicado  | [ 12 ] |
| 2007 | Kerrang! Award                             | Melhor Banda Internacional               | Panic! At The Disco                                                  | Indicado  | [ 12 ] |
| 2007 | Los Premios MTV                            | Melhor Artista de Rock Internacional     | Panic! At The Disco                                                  | Indicado  | [ 12 ] |
| 2007 | MTV Australia Video Music Awards           | Melhor Vídeo de Grupo                    | Lying Is the Most Fun a Girl Can Have Without Taking Her Clothes Off | Indicado  | [ 12 ] |
| 2007 | Nickelodeon Australian Kids' Choice Awards | Banda Internacional Favorita             | Panic! At The Disco                                                  | Indicado  | [ 12 ] |
| 2007 | ShockWave NME Awards                       | Pior Banda                               | Panic! At The Disco                                                  | Venceu    | [ 12 ] |
| 2007 | ShockWave NME Awards                       | Melhor Vídeo                             | Panic! At The Disco                                                  | Indicado  | [ 12 ] |
| 2008 | Shockwaves NME Awards                      | Pior Banda                               | Panic! At The Disco                                                  | Indicado  | [ 12 ] |
| 2008 | Los Premios MTV                            | Melhor Artista de Rock                   | Panic! At The Disco                                                  | Indicado  | [ 12 ] |
| 2008 | MTV Video Music Awards                     | Melhor Vídeo Pop                         | Nine in the Afternoon                                                | Indicado  | [ 12 ] |
| 2008 | MuchMusic Video Awards                     | Melhor Vídeo Internacional de Grupo      | Nine in the Afternoon                                                | Indicado  | [ 12 ] |
| 2008 | Teen Choice Awards                         | Musica de Rock                           | Nine in the Afternoon                                                | Indicado  | [ 12 ] |
| 2008 | MTV Asia Awards                            | Melhor Estilo                            | Panic! At The Disco                                                  | Indicado  | [ 12 ] |
| 2008 | Grammy Awards                              | Melhor Disco em Edição Especial Limitada | A Fever You Can't Sweat Out                                          | Indicado  | [ 12 ] |
| 2011 | Kerrang! Awards                            | Melhor Single                            | The Ballad Of Mona Lisa                                              | Indicado  | [ 12 ] |
| 2014 | Alternative Press Music Awards             | Melhor Vocalista                         | Brendon Urie                                                         | Venceu    | [ 12 ] |
| 2014 | Alternative Press Music Awards             | Artista do Ano                           | Panic! At The Disco                                                  | Indicado  | [ 12 ] |
| 2015 | Alternative Press Music Awards             | Baixista do Ano                          | Dallon Weekes                                                        | Indicado  | [ 12 ] |
| 2015 | Alternative Press Music Awards             | Melhor Banda Ao Vivo                     | Panic! At The Disco                                                  | Indicado  | [ 12 ] |
| 2015 | Alternative Press Music Awards             | Melhores Fãs                             | Panic! At The Disco                                                  | Indicado  | [ 12 ] |
| 2015 | Rock Sound Readers Poll                    | Vídeo do Ano                             | Emperor's New Clothes                                                | Venceu    | [ 12 ] |
| 2016 | MTV Video Music Awards                     | Melhor Vídeo de Rock                     | Victorious                                                           | Indicado  | [ 12 ] |
| 2016 | Alternative Press Music Awards             | Canção do Ano                            | Hallelujah                                                           | Venceu    | [ 12 ] |
| 2016 | Alternative Press Music Awards             | Artista do Ano                           | Panic! At The Disco                                                  | Venceu    | [ 12 ] |
| 2017 | People's Choice Awards                     | Grupo Favorito                           | Panic! At The Disco                                                  | Indicado  | [ 12 ] |
| 2017 | Grammy Awards                              | Melhor Álbum de Rock                     | Death of a Bachelor                                                  | Indicado  | [ 12 ] |
| 2018 | Alternative Press Music Awards             | Artista Alternativo Favorito             | Panic! At The Disco                                                  | Venceu    |        |

## Integrantes

### Formação atual
- Brendon Urie - Vocais, guitarras, piano, violoncelo, violino
- Nicole Row - Baixo, backing vocal (Tour apenas)
- Dan Pawlovich - Bateria, backing vocal (Tour apenas)
- Mike Naran - Guitarras, backing vocal (Tour apenas)
- Jake Sinclair - Guitarras, backing vocal (Tour apenas)
- Mike Viola - Guitarras, backing vocal (Tour apenas)
- Rachel White - Guitarras, backing vocal (Tour apenas)

### Ex Integrantes
- Ryan Ross - Guitarras, vocais, bandolim (2004–2009)
- Jon Walker - Baixo, contrabaixo, backing vocal (2006–2009)
- Ian Crawford - Guitarras, bandolim, percussão (2009 - 2012)
- Spencer Smith - bateria, drum machine, percussão (2004 - 2015)
- Dallon Weekes - Baixo (2009 - 2017)
- Brent Wilson - Baixo, contrabaixo (2004 - 2006)
- Kenneth Harris - Guitarra (2013 - 2018)

## Discografia
Álbuns de estúdio
- A Fever You Can't Sweat Out (2005)
- Pretty. Odd. (2008)
- Vices & Virtues (2011)
- Too Weird to Live, Too Rare to Die! (2013)
- Death of a Bachelor (2016)
- Pray for the Wicked (2018)
- Viva Las Vengeance (2022)